# Велике Мохове
Велике Мо́хове (рос. Большое Моховое) — присілок у складі Леб'яжівського округу Курганської області, Росія.
Населення — 164 особи (2010, 316 у 2002).